# Kenan Hasagić
Kenan Hasagić (Kakanj, 1 februari 1980) is een Bosnisch voetballer. Hij speelt als doelman bij het Turkse Istanbul Büyükşehir Belediyespor. Hasagić staat al een aantal jaren op het hoogste niveau in Turkije onder de lat. In zijn geboorteland Bosnië en Herzegovina speelde hij voor FK Željezničar en FK Rudar Kakanj. Als doelman moet hij het hebben van zijn kwaliteiten in het strafschopgebied zoals het één op één gaan in lastige situaties.

## Clubcarrière
Hij begon zijn voetbalcarrière in zijn woonplaats bij de lokale FK Rudar van de Premier League van Bosnië en Herzegovina. Op 16-jarige leeftijd maakte hij zijn debuut in een eerste divisie wedstrijd. Hij was de meest veelbelovende doelman in Bosnië-Herzegovina, hij speelde voor junior selecties en werd overgenomen door het Oostenrijkse Vorwärts Steyr. 
Daarna verhuisde hij naar Altay SK in Turkije, maar speelde nooit in het eerste elftal. Hij keerde terug naar Bosnië en speelde voor Bosna Visoko. In 2003 ondertekende hij een contract met FK Željezničar. Hoewel hij slechts twee seizoenen daar speelde maakte hij een goede indruk. Hij werd geselecteerd voor de Bosnische nationale ploeg. In het seizoen 2004/2005 verhuisde hij naar Turkije weer waar hij ondertekende voor Turkse Liga club Gaziantepspor. Na 3 seizoenen tekende hij voor İstanbul Büyükşehir Belediyespor.

## Interlandcarrière
Hij maakte zijn debuut voor het nationale team op 12 februari 2003 in de vriendschappelijke wedstrijd tussen Wales en Bosnië-Herzegovina (2-2), net als Džemal Berberović (FK Sarajevo) en invaller Mirko Hrgović (NK Široki Brijeg).